# Walter Garbang
Walter Garbang (* 7. November 1911 in Berlin; † 16. Dezember 1984) war ein deutscher Widerstandskämpfer gegen den Nationalsozialismus.

## Leben
Walter Garbang besuchte eine Volksschule in Berlin und trat 1920 in den Jung-Spartakus-Bund und dann 1924 in den KJVD ein. 1927/28 war er im Roten Jungsturm und wurde 1928 Mitglied der KPD. Er war von Beruf Werkzeugmacher und hatte bis 1932 zwei Jahre als Einrichter gearbeitet. Als er Mitglied der Streikleitung bei einem Metallarbeiterstreik war, wurde er entlassen und arbeitete dann bei seinem Vater als Linoleumleger.
Anfang März 1933 wurde er von der SA verhaftet und zunächst im Keglerheim in Berlin-Friedrichshain festgehalten. Anschließend war er in verschiedenen SA-Einrichtungen, u. a. im SA-Hauptquartier in Berlin-Kreuzberg, inhaftiert. Nach seiner Freilassung war er wieder für die KPD aktiv und wurde 1936 erneut verhaftet. 1937 wurde Garbang unter anderem wegen Mordes zum Tode verurteilt. Er musste u. a. im Zuchthaus Waldheim und in Plötzensee einsitzen. Insgesamt saß er für neun Monate in der Todeszelle und wurde später begnadigt.
Garbang wurde aus der Haft entlassen und unter Polizeiaufsicht gestellt. Während eines Luftangriffs konnte er daraus nach Rüdersdorf fliehen. Er schloss sich dort erneut dem Widerstand an.
Walter Garbang wurde als ein »aufrechter Kämpfer für unsere Sache« und Opfer des Faschismus anerkannt. Im Neuen Deutschland erschien am 22. Januar 1985 ein Nachruf auf ihn.

## Auszeichnungen (Auswahl)
- 1967 – Vaterländischer Verdienstorden in Bronze.